# Решетникова, Татьяна Васильевна
Татья́на Васи́льевна Реше́тникова (род. 14 октября 1966, Ленинград) — советская и российская легкоатлетка, специалистка по барьерному бегу. Выступала за сборные СССР и России в 1980-х и 1990-х годах, победительница и призёрка первенств национального значения, участница летних Олимпийских игр в Атланте. Представляла Санкт-Петербург. Мастер спорта СССР международного класса (1987). Заслуженный тренер России (2013).

## Биография
Татьяна Решетникова родилась 4 октября 1966 года в Ленинграде.
Впервые заявила о себе на взрослом всесоюзном уровне в сезоне 1987 года, выиграв серебряную медаль в беге на 100 метров с барьерами на чемпионате СССР в Брянске — уступила здесь только Еве Соколовой. Получила звание «Мастер спорта СССР международного класса».
В 1994 году в беге на 100 метров с барьерами одержала победу на чемпионате России в Санкт-Петербурге. На соревнованиях в австрийском Линце установила личный рекорд в данной дисциплине (12,53) — тем самым показала лучший результат мирового сезона (наравне с болгарской бегуньей Светлой Димитровой). Попав в основной состав российской национальной сборной, выступила на чемпионате Европы в Хельсинки, где с результатом 13,06 заняла в финале пятое место.
На чемпионате России 1995 года в Москве вновь была лучшей в беге на 100 метров с барьерами, тогда как на чемпионате мира в Гётеборге с результатом 12,87 стала четвёртой.
В 1996 году на чемпионате России в Санкт-Петербурге взяла бронзу. По итогам чемпионата удостоилась права защищать честь страны на летних Олимпийских играх в Атланте — в программе барьерного бега на 100 метров сумела дойти лишь до стадии четвертьфиналов.
После атлантской Олимпиады Решетникова осталась в составе российской национальной сборной на ещё один олимпийский цикл и продолжила принимать участие в крупнейших международных стартах. Так, в 1997 году в беге на 100 метров с барьерами она стала серебряной призёркой на чемпионате России в Туле, уступив только Юлии Граудынь из Москвы.
В 1998 году добавила в послужной список серебряную награду, полученную на чемпионате России в Москве — на сей раз её опередила Ирина Коротя. Помимо этого, стала третьей в личном зачёте на домашнем Кубке Европы в Санкт-Петербурге и помогла своим соотечественницам выиграть общий командный зачёт, отметилась выступлением на чемпионате Европы в Будапеште.
Окончила Российский государственный педагогический университет имени А. И. Герцена (1994), где училась на факультете физической культуры и спорта. После завершения спортивной карьеры занялась тренерской деятельностью, подготовила ряд титулованных спортсменок, специализирующихся на спринте и барьерном беге. В их числе Александра Антонова, Елизавета Демирова, Ксения Задорина, Дарья Кораблёва, Наталья Русакова, Ольга Самылова, Анастасия Соловьёва, Анастасия Федяева, Юлия Шабанова и др. За выдающиеся достижения на тренерском поприще в 2013 году удостоена почётного звания «Заслуженный тренер России».
Замужем за известным российским прыгуном с шестом Радионом Гатауллиным, их дочь Аксана Гатауллина тоже добилась успеха в прыжках с шестом.

## Награды
- Благодарность Президента Российской Федерации (4 января 2024 года) — за залуги в области физической культуры и спорта, многолетнюю добросовестную работу[8]